# Tweekoppig Monster
Het Tweekoppige Monster is een handpop en uit het kinderprogramma Sesamstraat.
Zoals zijn naam al aangeeft is hij een monster met twee hoofden met elk zijn eigen mening en gedachten. Hij is ontworpen om kinderen het concept tegenstelling bij te brengen. Ook beide hoofden hebben tegengestelde kenmerken: het ene heeft zwarte wenkbrauwen en naar omlaag wijzende horens, het andere een zwarte baard en omhoog staande horens. Het monster spreekt een onzintaal, al zijn er zo nu en dan echte woorden te horen.

## Ontstaan
Een van de schrijvers van Sesamstraat bedacht het monster toen poppenspelers Richard Hunt en Jerry Nelson aan het dollen waren op de set. Allebei hadden ze een pop vast en riepen dat ze samen één monster waren met twee koppen. Hunt en Nelson waren ook de eersten die tezamen het Tweekoppige Monster speelden.

## Poppenspelers
De pop wordt bediend door twee spelers tegelijk, elk van hen beweegt één hand en één hoofd. Daarnaast voorzien beide poppenspelers hun eigen helft van een stem.
- Richard Hunt en Jerry Nelson • (1978 – 1991)
- David Rudman en Jerry Nelson • (1992 – 2002)
- David Rudman en Joey Mazzarino • (2003 – heden)

De Nederlandse stem van beide hoofden wordt eerst ingesproken door Hero Muller en dan ingesproken door Stan Limburg en Fred Meijer.